# Tell Me (원더걸스의 노래)
"Tell Me"는 대한민국의 걸 그룹 원더걸스의 첫 번째 정규 음반인 The Wonder Years의 타이틀 곡이다. 이 노래는 1980년대 댄스 팝 음악인 스테이시 큐의 "Two of Hearts"를 샘플링한 곡으로 박진영이 작곡과 작사를 하였다. "Tell Me"는 발매가 이루어지자 각종 음원 사이트 정상을 석권해 음악 사이트 평균 7주 연속 1위라는 기록을 남겼다. 또한 방송횟수만 3328회로 2007년 최다 방송곡이였다. 대한민국 이외에 태국 MTV 차트에서도 앨리샤 키스, 브리트니 스피어스 등의 세계적인 팝 가수들을 누르고 1위를 차지하기도 했다.
"Tell Me"는 수 많은 일반인과 연예인이 인터넷 동영상과 방송 프로그램에서 안무를 따라하면서, 2007년 하반기 대한민국에서 "텔미 열풍"이라고 불리는 폭발적인 인기를 끌었다.
한편, 기존 원더걸스 멤버인 현아의 탈퇴 이후 음반 발매 직전에 새 멤버 유빈이 영입되었는데, 샘플링 곡인 "Tell Me"가 바뀐 부분을 원저작자에게 허가를 받는 절차가 오래 걸렸기 때문에 방송에서 사용되는 음악과 달리 녹음된 음반에서는 유빈의 랩 부분이 없었다. 유빈의 랩이 포함된 곡은 멤버 선예의 제안으로 다음 싱글 앨범인 "So Hot"에 수록되었다.

## 가사
가사의 주인공은 사랑 고백을 받은 소녀이다. 이전부터 상대방을 사랑하고 있었지만, 상대방은 자신을 사랑하는지 확신이 없던 상태였다. 그런데 상대방은 사랑을 고백했고, 주인공은 좋아서 어쩔 줄 몰라 하며, 사랑한다고 계속 말해달라(Tell Me)는 내용이다.
후렴구 가사는 녹음 시 ‘Te-te tell me you want me’와 ‘Te-te tell me you love me’였으나 너무 복잡하다는 이유로 ‘Te-te-te-te-te tell me’로 바뀌었다. 이 바뀌기 전 가사는 박진영의 안무 가이드 동영상 에서도 들어볼 수 있다.

## 뮤직 비디오
뮤직 비디오는 이상규 감독이 제작하였으며, 파주 영어 마을에서 촬영이 이루어졌다. 원더걸스의 멤버인 소희가 1970년대 후반 인기를 끌었던 텔레비전 시리즈의 주인공 원더우먼으로 변신하여 부조리를 무찌른다는 내용을 주로 담고 있다. 뮤직 비디오는 박진영의 "그녀는 예뻤다"의 뮤직 비디오를 같이 보는 원더걸스의 모습으로 시작되어 이후 원더우먼으로 변신한 소희가 차가 오는지 모르고 길을 건너는 할머니를 위해 차를 세우고, 탈의실에 나타난 ‘바바리맨’과 다른 아이를 괴롭히는 학생을 차례로 혼내 주는 내용을 담고 있다.
뮤직 비디오의 원더우먼은 원래 현아였다. 그러나 습관성 장염 때문에 원더걸스에서 탈퇴하게 되어 소희를 주인공으로 한 뮤직 비디오가 다시 제작되었다. 현아가 출연한 뮤직 비디오 촬영 장면은 인터넷에 유출되어 화제가 되었다. 이 초벌 뮤직비디오의 안무는 촬영 6시간 전에 바뀌었는데, 당시 미국에 있었던 박진영이 안무 아이디어가 떠올랐다면서 JYP 엔터테인먼트 본사로 동영상을 보내왔기 때문이다. 박진영의 안무 가이드 동영상은 다음 TV팟에 공개되어 1백만 건 이상의 조회수를 기록하면서 2007년 최고 조회수를 기록했다. 현아의 탈퇴 후에 제작된 정식 뮤직비디오에는 이 안무가 조금씩 수정되었다.

## 안무
|  |  |

|  |  |

|  |  |

"Tell Me"의 안무는 곡의 인기 요인 중 하나였다.

### 도입부, 연결부
전주 부분은 일명 ‘살랑살랑 춤’, ‘흔들흔들 춤’이라고 불리는 안무이다. 뒷짐을 지고 어깨와 가슴을 무한대 모양({\displaystyle \infty })으로 흔들다가, 오른쪽 발을 앞으로 내밀다가 집어넣기를 반복하며 양쪽 팔을 양쪽으로 펴서 다시 무한대 모양을 그려 준다. 이때 박자에 맞게 가슴을 위로 튕겨 준다.
후렴구 직전 가사 중 ‘어머나’ 부분에는 오른손을 펴고 볼에 갖다대는 안무가 있다. 놀란 듯하면서도 깜찍한 표정을 짓는데, 윙크를 하기도 한다.
유빈의 랩이 나오기 전 ‘Tell me tell me tell me you want me want me want me too…’ 부분에는 ‘감수분열 춤’이 있다. 멤버들이 일렬로 서 있다가 팔을 흔들며 차례로 갈라지는 춤인데, 이는 무대에 사용되는 곡의 버전에 따라서 출 때도 있고 추지 않을 때도 있다.

### 후렴구
‘찌르기 춤’, ‘팔찌 춤’으로 불리는 안무가 포함되어 있다. ‘찌르기 춤’ 혹은 ‘패션 춤’은 1970~80년대 클럽에서 유행했던 복고 춤으로 디스코 동작을 응용했다. 왼쪽 손에 주먹을 쥐고 팔을 똑바로 세워서 가슴 앞에 두다가, 왼쪽 다리를 접어 올리면서 오른쪽 손을 들어 45도 정도로 오른쪽 허공을 찌른다. 그 다음에는 양손을 번갈아 가며 아래를 찌르고, 주먹을 올리고 다시 아래를 찌른 다음 허공을 찌르는 동작을 반복한다.
‘팔찌 춤’은 박진영이 동영상으로 원격 지도했던 안무이다. 원더우먼이 팔로 총알을 튕겨내는 모습을 응용했다. 왼쪽과 오른쪽 팔을 순서대로 원을 그리듯 돌려세운 다음, 자동차 와이퍼처럼 양쪽으로 왔다갔다한다. 이때 다리 동작은 계속 왼쪽 오른쪽으로 흔들거리면서 리듬을 탄다.

## 텔미 신드롬
노래와 안무가 인기를 끌며 일반인들은 이를 각종 UCC 동영상으로 제작하였다. ‘경찰 텔미’, ‘군인 텔미’, ‘고3 텔미’, ‘스님 텔미’ 등이 인기 동영상이었다. 또한 많은 연예인이 방송 및 콘서트 등지에서 노래와 안무를 따라했다. 이는 모두 화제가 되어 미디어에서는 ‘텔미 신드롬’, ‘텔미 열풍’ 등으로 이 현상을 표현하였다. 특히 이 곡은 여타 아이돌 그룹의 곡과는 달리 10대와 20대를 비롯하여 30~40대를 아우르는 인기를 구가하였는데, 원더걸스는 이러한 현상의 원인이 중독성 강한 멜로디와 쉬운 안무 때문이며, 박진영은 중년 남성이 음악과 안무를 제작했기 때문에 중년 남성에게도 인기가 있는 것이라고 언급했다.
이러한 전 국민적인 인기로 대한민국 제17대 대통령 선거에서 각 후보가 이 곡을 홍보곡으로 사용하려 했으나, 두루 사랑 받는 노래가 대선 후보들을 위해서 쓰이는 것은 옳지 않다는 박진영의 생각에 요구를 모두 거절하였다. 또, 육군 본부에서는 이를 로고송으로 사용하려고 했으나 저작권 관련 문제 때문에 새롭게 "아미송"을 작곡하여 사용하였다.
다음은 안무를 따라하거나, 이 곡으로 무대를 선보인 연예인, 그리고 ‘텔미 열풍’을 언급한 프로그램의 목록이다.
- MBC 《무한도전》 2007년 11월 3일자 방송에서 출연자들이 안무를 따라했다.
- MBC 《쇼바이벌》 2007년 11월 3일자 방송에서 성유빈이 록 버전으로 편곡하여 불렀다.
- SBS 《8시 뉴스》 2007년 11월 6일자 방송에서 ‘텔미 열풍’이 소개되었다.[13]
- Mnet 《재용이의 순결한 19》 2007년 11월 7일자 방송에서 진행자 정재용이 소희 분장을 하고 ‘용희’라는 이름으로 출연했다.
- YTN 2007년 11월 11일자 뉴스에서는 ‘텔미 광풍’이란 이름으로 소개되었다.[14]
- 신혜성은 2007년 11월 11일 단독 콘서트에서 이 곡으로 공연했다.
- MBC FM4U 《붐의 펀펀 라디오》 2007년 11월 12일자 방송에서 윤하가 안무를 따라했다.
- KBS 《미녀들의 수다》 2007년 11월 13일자 방송에서 자밀라 압둘레바가 안무를 따라했다.
- SBS 《놀라운 대회 스타킹》 2007년 11월 17일자 42회 방송에서 ‘경찰 텔미’의 주인공들이 출연하여 안무를 선보였다.
- SBS 《퀴즈! 육감대결》 2007년 11월 18일자 방송에서 홍경민이 안무를 따라했다.
- tvN 《막돼먹은 영애씨 시즌 2》 2007년 11월 23일자 12화 방송에서 도지원이 안무를 따라했다.
- 컬투는 2007년 11월 24일부터 시작한 ‘2007 컬투쇼’에서 이 곡으로 공연했다.
- 양파는 2007년 11월 24일과 25일 단독 콘서트에서 이 곡으로 공연했다.
- KBS 《해피선데이》 2007년 11월 25일자 방송의 ‘하이파이브’ 코너에서 이정민이 이 곡으로 무대를 선보였다.
- 2007년 11월 25일 ‘MBC 창사특집 DJ4U-일탈’ 콘서트에서 서현진, 최현정, 손정은, 문지애가 이 곡으로 무대를 선보였다.
- KBS 《상상플러스》 2007년 11월 27일자 방송에서 최송현이 안무를 따라했다.
- KBS 《문화지대》 2007년 12월 7일자 방송에서 ‘고마워요, 텔미!’라는 제목으로 ‘텔미 열풍’ 현상을 분석하였다.[15]
- 신화는 2007년 12월 9일 일본에서 열린 단독 콘서트에서 안무를 따라했다.
- SBS 《일요일이 좋다》 2007년 12월 16일자 방송의 ‘인체탐험대’ 코너에서 슈퍼주니어가 안무를 따라했다.
- 이수영은 2007년 12월 23일부터 시작된 단독 콘서트에서 안무를 따라했다.
- 엠씨 더 맥스는 2007년 12월 29일부터 시작된 단독 콘서트에서 댄스 버전으로 편곡하여 공연했다.
- 2007년 12월 31일 KBS 연기대상 시상식에서 박민영, 유인영, 김지석이 이 곡으로 무대를 선보였다.
- 박진영은 2007년 12월 31일 단독 콘서트에서 이 곡으로 무대를 선보였다.
- MBC 《뉴하트》 2008년 2월 7일자 17화 방송에서 김민정, 지성, 박철민이 ‘왔다걸스’라는 이름으로 공연하는 장면이 방영되었다.
- 연극 《셰익스피어의 모든 것》에서 안무가 상연되었다.
- 김태희는 2008년 4월 자신의 생일 파티에서 안무를 선보였다.
- 2008년 8월 16일부터 17일까지 열린 《팝스 콘서트》에서 비올라 협주곡으로 편곡되어 연주되었다.

## 순위 및 수상 기록
- 2007년 10월 싸이월드 디지털 뮤직 어워드 - Song of the Month
- 2007년 멜론 뮤직 어워드 올해의 노래상
- 2008년 제5회 한국대중음악상 - 최우수 댄스&일렉트로닉 노래상

- KBS 《뮤직뱅크》 ‘뮤뱅 차트쇼’
  - 2007년 11월 2일 디지털음원차트 1위
  - 2007년 11월 9일 노래방차트 1위
  - 2007년 11월 30일 디지털음원차트 1위
  - 2007년 12월 7일 시청자선호도차트 1위
  - 2007년 12월 28일 2007년 결산 시청자선호도 1위, 다시 보고 싶은 스페셜 스테이지 1위, 올해의 노래 1위
  - 2008년 1월 4일 노래방차트 1위

- MBC 《쇼! 음악 중심》 ‘모바일 랭킹’[16]
  - 2007년 10월 13일 1위
  - 2007년 11월 3일 1위
  - 2007년 11월 10일 1위
  - 2007년 11월 24일 1위

- SBS 《인기가요》 ‘뮤티즌 송’[17]
  - 2007년 10월 28일 수상
  - 2007년 11월 11일 수상
  - 2007년 11월 18일 수상

- Mnet 《M! Countdown》
  - 2007년 11월 8일 1위